# 松永市
松永市（まつながし）は、かつて広島県に存在した市である。
1966年5月1日、福山市と合併し、新たに福山市を新設した（新設合併）。福山・松永両市での合併は中国地方では初めての市同士の合併であった。

## 沿革
- 1954年（昭和29年）3月31日 - 沼隈郡松永町・金江村・神村・東村・藤江村・本郷村・柳津村が新設合併し、松永市が発足。
- 1955年（昭和30年）7月15日 - 尾道市の一部（高須町川尻地区・西藤町真田地区）を編入。それぞれ高西町川尻、高西町真田となる。
- 1966年（昭和41年）5月1日 - 福山市と新設合併し、改めて福山市が発足。同日松永市廃止。

## 歴代市長
- 石井謙三 （初代、2代） 1954年5月2日 - 1959年11月9日[1]
- 山本長市 （3代、4代） 1959年12月23日[2] - 1966年2月24日
- 矢野泰之 （5代） 1966年3月13日 - 5月1日

第4代の山本市長は福山市との早期の合併に慎重な市民（将来、松永市と福山市に尾道市を加えた3市合併を主張していた）からリコール運動を起こされ、署名数の認定をめぐり紆余曲折があったが、法定署名数があったとして住民投票が1966年3月10日に行われるはずであった。しかし山本市長が2月に入院先の岡山大学附属病院で病死したため、新市長選挙が事実上の合併を問う選挙となり、合併推進派の矢野市長が当選したことから、わずか2ヶ月で福山市との合併が決行された。

## 地理
- 福山藩士の本庄重政が播磨国赤穂の塩田技術を応用し、当時は干潟であった松永湾を干拓し塩田を開設した跡地が現在の主要市街地で旧福山市側中心市街地とは独立した市街を形成している。沼隈半島と向島・百島に囲まれた安定した松永湾の海域に貯木場が設けられた。

### 河川
- 新川
- 鍋田川
- 羽原川
- 藤井川
- 本郷川

### 山
- 大谷山(401.3m)
- 馬背山(298.5m)
- 竜王山(221.3m)
- 鏡山(147.5m)

## 産業
- 塩田での製塩[注 1]
- 下駄を中心とする木工業
- 備後畳表
- 貯木場および製材業務

## 観光
- ゲタリンピック
- 日本はきもの博物館
- 本郷温泉

## 町名
- 今津町（いまづちょう）
- 金江町金見（かなえちょうかなみ）
- 金江町藁江（かなえちょうわらえ）
- 神村町（かむらちょう）
- 高西町川尻（たかにしちょうかわじり）
- 高西町真田（たかにしちょうさなだ）
- 東村町（ひがしむらちょう）
- 藤江町（ふじえちょう）
- 本郷町（ほんごうちょう）
- 松永町（まつながちょう）
- 柳津町（やないづちょう）
- 宮前町（みやまえちょう）

## 交通

### 鉄道
- 日本国有鉄道
  - 山陽本線：松永駅

### 道路
- 国道
  - 国道2号

- 県道
  - 広島県道25号松永新市線（現・広島県道157号松永新市線）
  - 広島県道24号府中松永線（現・広島県道48号府中松永線）
  - 広島県道53号鞆松永線（現・広島県道47号鞆松永線）
  - 広島県道58号松永停車場線（→広島県道192号松永停車場線。2005年8月8日に廃止）
  - 広島県道238号三成松永線（現・広島県道54号福山尾道線）
  - 広島県道242号御幸松永線（現・広島県道378号御幸松永線）
  - 広島県道250号熊野松永線（現・広島県道382号熊野松永線）
  - 広島県道251号草深古市松永線（現・広島県道389号草深古市松永線）

## 教育

### 小学校
- 松永市立今津小学校
- 松永市立金江小学校
- 松永市立神村小学校
- 松永市立東村小学校
- 松永市立藤江小学校
- 松永市立本郷小学校
- 松永市立松永小学校
- 松永市立柳津小学校

### 中学校
- 松永市立大成館中学校
- 松永市立本郷中学校[注 2]
- 松永市立松永中学校

### 高等学校
- 広島県立松永高等学校：1962年、松永駅南口（松永市松永町）から現在地（松永市神村町）に移転。

## 備考
1950年代、松永湾に川崎製鉄の工場を誘致する計画があり、最終的に残った倉敷市の水島との誘致活動に負けた。招致に成功していれば、合併も無くなっていた可能性がある。